# Ligas Regionais de Futebol da Argentina
As ligas regionais (ou "locais") de futebol na Argentina são associações de clubes de futebol formadas por instituições da República Argentina, sediadas em cidades ou populações geograficamente próximas umas das outras, organizadas para disputar campeonatos oficiais anuais do tipo amador. As melhores equipes de cada uma delas ficam habilitadas a participar do Torneio Regional Federal Amateur, que abre o caminho para a promoção à divisões superiores.
Cada liga deve ser aprovada e supervisionada pelo Conselho Federal de Futebol, órgão interno da Associação de Futebol Argentino. Devido ao fato de o Conselho Federal atuar como intermediário na organização dos campeonatos, os clubes membros das ligas regionais são considerados indiretamente filiados à AFA.